# Justice League Dark
La Justice League Dark, spesso abbreviata in JLD, è un gruppo di supereroi facente parte dell'Universo DC. Il gruppo è apparso per la prima volta sulle pagine dell'omonima serie a fumetti iniziata nel 2011; originariamente, il gruppo era composto da John Constantine, Madame Xanadu, Deadman, Shade, the Changing Man e Zatanna. Il gruppo è composto da membri con poteri soprannaturali dell'Universo DC e si occupano delle situazioni paranormali, affrontando demoni e arti oscure.

## Storia editoriale
La serie a fumetti Justice League Dark venne annunciata il 31 maggio 2011, come nuova linea editoriale del The New 52. Il titolo e il gruppo vennero creati da Peter Milligan e disegnati da Mikel Janín. Il primo numero del fumetto venne pubblicato il 28 settembre 2011. Il titolo raccoglie i personaggi più occulti e meno conosciuti dell'Universo DC, un'idea presa dall'etichetta Vertigo, e seguendo l'idea della Vertigo di creare solo contenuti originali.

## Altri media

### Televisione
Il membri del gruppo dovevano apparire in un episodio della serie TV Constantine. Tuttavia, la serie venne cancellata prima della messa in onda dell'episodio.

### Film
Nel novembre 2012 cominciarono a circolare delle voci su un possibile film, diretto da Guillermo del Toro, e intitolato Heaven Sent. Nel gennaio 2013 del Toro confermò di essere al lavoro su un lungometraggio incentrato sulla JLD, intitolato provvisoriamente Dark Universe, e stava cercando uno sceneggiatore. del Toro rivelò che Swamp Thing, Constantine, Spettro, Deadman, Zatanna e Zatara sarebbero stati i personaggi del film.
Nel marzo 2013, del Toro aggiornò sulla produzione del film durante il WonderCon 2013; rivelò che la story bible era stata completata e sperava di iniziare presto la stesura della sceneggiatura. La produzione del film sarebbe dovuta iniziare dopo la conclusione di Crimson Peak. Il lungometraggio avrebbe dovuto essere incentrato su John Constantine durante il reclutamento di Swamp Thing, Etrigan, Deadman, Spettro e Zatanna. Nel maggio 2013 del Toro rivelò che Constantine, Swamp Thing, Madame Xanadu, Deadman e Zatanna sarebbero stati il nucleo principale del gruppo e altri personaggi si sarebbero aggiunti in seguito. Rivelò, inoltre, di essere in attesa del via libera da parte della Warner Bros. Pictures. Nel luglio 2013 del Toro dichiarò di sperare che il DC Extended Universe, iniziato con L'uomo d'acciaio, potesse essere coeso come il Marvel Cinematic Universe, e dichiarò che sarebbe stato onorato di poter includere dei collegamenti tra il DCEU e il proprio film.
Nell'ottobre 2013, del Toro confermò che il film sarebbe potuto coesistere con la serie TV Constantine e che il film era ancora in corso d'opera. Nel luglio 2013, del Toro rivelò che il suo film sarebbe stato separato dall'Universo in cui è ambientato L'uomo d'acciaio, dichiarando che: «La DC e la Warner hanno detto chiaramente che stanno tentando di tenere [questo film e Sandman] separati cosicché sarà possibile unirli una volta che saranno quantificabili». del Toro dichiarò che il Constantine del film sarebbe stato il più aderente possibile a quello creato dalla continuity della serie TV e stava considerando l'idea di riprendere degli elementi dalla serie e, forse, assegnare la parte allo stesso attore (Matt Ryan). Nel novembre 2014 del Toro annunciò di aver completato il copione e di star aspettando la revisione da parte della Warner Bros. Nel dicembre 2014 accennò al fatto che il film sarebbe potuto essere parte del DC Extended Universe.
Nell'aprile 2015, del Toro annunciò l'inizio della revisione del copione e, se la sua tabella lavorativa fosse stata completata, sarebbe stato felice di dirigere la pellicola; in caso contrario «qualcun altro lo dirigerà [...] [Il film] ha bisogno di essere inserito nel piano dell'Universo condiviso». Nel giugno 2015 venne confermato che il film era in produzione da parte dalla Warner Bros., che, insieme ad altri adattamenti della Vertigo Comics, era stato delegato alla New Line Cinema. The Hollywood Reporter dichiarò che del Toro non era più legato al progetto. Nell'agosto 2016 Doug Liman venne annunciato come regista del film, che sarebbe stato prodotto da Scott Rudin e con Michael Gilio alla sceneggiatura; il titolo del film venne confermato essere parte del Dark Universe.

#### Film d'animazione
Nel giugno 2016 venne rivelato che era in sviluppo un film animato basato sulla JLD come parte della serie DC Universe Animated Original Movies. Nel luglio 2016 il film venne annunciato al San Diego Comic-Con International e vennero confermate le apparizioni di Constantine e Swamp Thing. Vennero inoltre confermati Zatanna, Deadman, Etrigan e Black Orchid. Un breve presentazione del film, con le interviste ad alcuni creatori, venne inclusa nell'edizione DVD e Blu-ray di Batman: The Killing Joke. Il film, intitolato Justice League Dark, venne distribuito il 24 gennaio 2017 e distribuito in DVD e Blu-ray il 7 febbraio 2017.